# Jan III van Montfoort
Jan III van Montfoort, noto anche come Giovanni di Montfort (1448 – 28 marzo 1522), è stato un nobile e militare olandese.
Fu signore di Zuid-Polsbroek, signore di Purmerend-Purmerland e capo del partito Hoeken nel Vescovato di Utrecht.

## Biografia
Figlio di Hendrik IV van Montfoort e di Margretha van Croy, Jan III van Montfoort si oppose al governo borgognone sulla città di Utrecht nella persona del vescovo David di Borgogna. Questo portò allo scoppio della Prima guerra civile di Utrecht nel 1470–1474 e poi alla Seconda guerra civile di Utrecht nel 1481–1483.
Dopo l'Assedio di Utrecht (1483) la pace venne raggiunta ma Jan III van Montfoort perse i suoi feudi di Purmerend-Purmerland e Zuid-Polsbroek che gli vennero confiscati e concessi ai nobili fedeli a Massimiliano I d'Austria.
Per questo risentimento, van Montfoort supportò Frans van Brederode durante la fallita ribellione del 1488–1490.
Morì nel 1522 e venne sepolto nella chiesa di Montfoort.

## Matrimonio e figli
Jan sposò il 16 dicembre 1475 Wilhelmina van Naaldwijk. la coppia ebbe:
- Zweder van Montfoort (1471/72 – p. del 1500) uno dei capi della ribellione del 1488–1490.
- Machteld van Montfoort (1475–1550)
- Barbara van Montfoort (1480–1527), sposò Maximilian di Horne, signore di Gaasbeek, cavaliere dell'Ordine del Toson d'oro.

Jan dopo la morte della prima moglie si risposò il 12 giugno 1509 con Charlotte van Brederode, dalla quale ebbe: 
- Joost van Montfoort (1510–1539), sposò Anna van Lalaing (1509–1602)
- Hendrik V van Montfoort (1512–1555), sposò Anna van Glymes van Bergen (1525–1545), figlia di Anton van Glymes, cavaliere dell'Ordine del Toson d'oro.

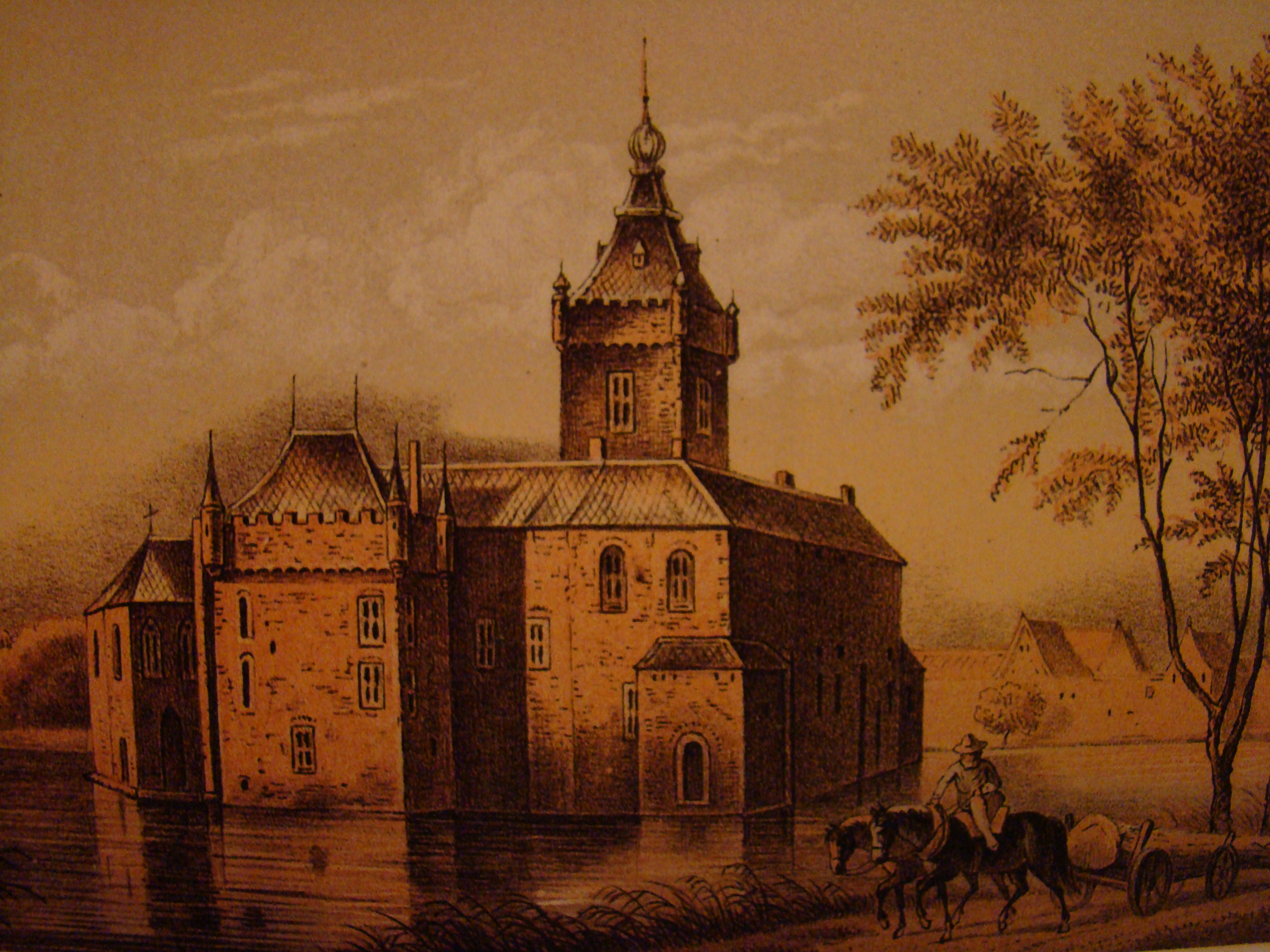
Il castello di Montfoort
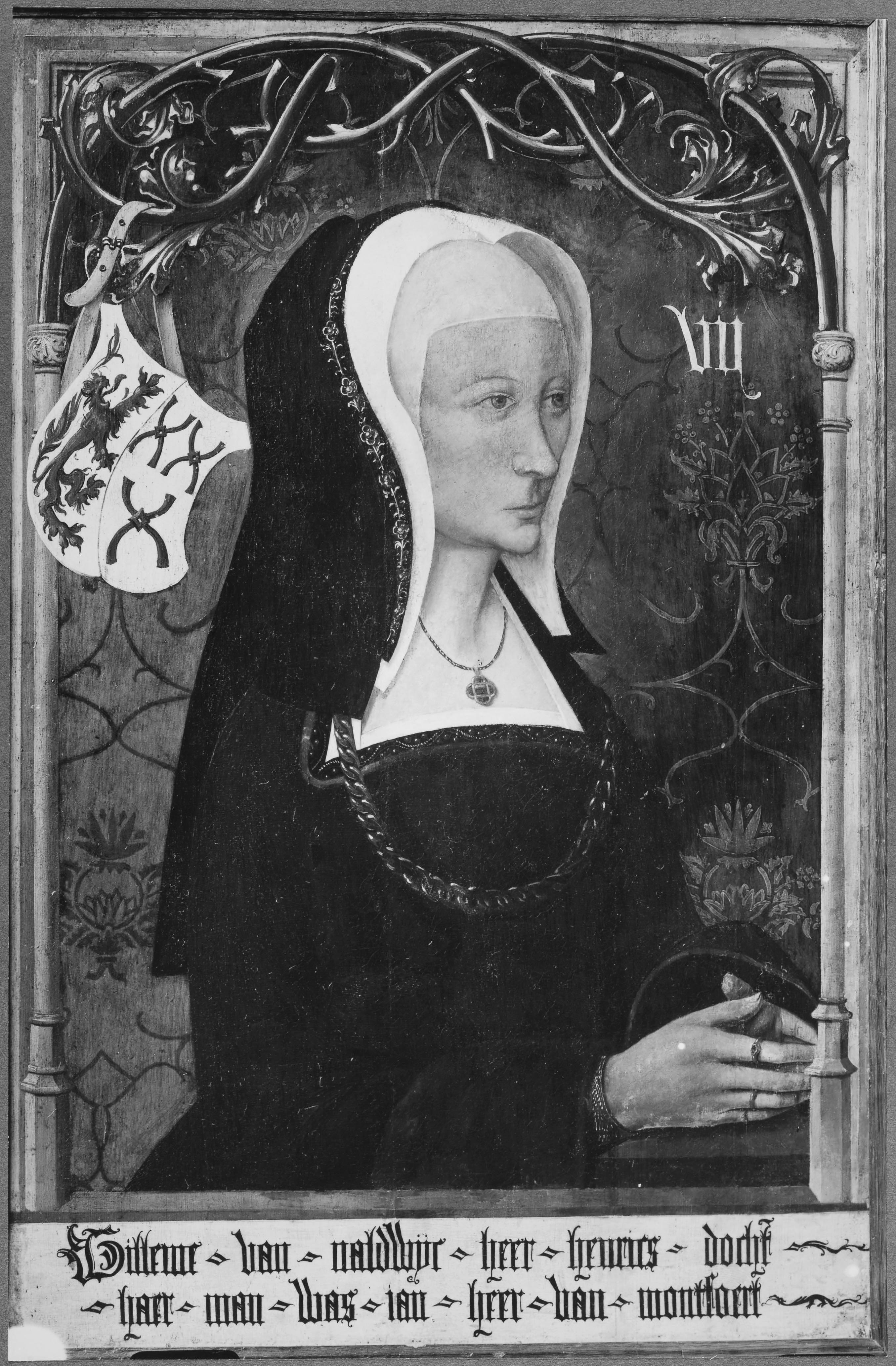
Wilhelmina van Naaldwijk, prima moglie di Jan van Montfoort